# Ivan Miljković
Ivan Miljković (Niš, Serbia, 13 de septiembre de 1979) es un jugador profesional de voleibol serbio naturalizado italiano, opuesto del Lube Macerata.

## Trayectoria

### Clubes
Empieza su carrera en el Partizan Belgrado en 1996 y en verano 2000 se marcha a Italia en el Lube Macerata con el cual consigue ganar un campeonato, dos copas y una supercopa de Italia además de tres Challenge Cup y de la Champions League 2001/2002 en siete años. Tras una temporada en el M. Roma Volley donde gana la Copa CEV 2007/2008, en 2008 ficha por el Olympiacos CFP por dos temporadas ganando dos campeonatos y dos copas de Grecia. Desde verano de 2010 milita en el Fenerbahçe Estambul y además de unos título turcos en la temporada 2013/2014 levanta su cuarta Challenge Cup derrotando en la doble final los italianos del Top Volley Latina.
En la temporada 2015/2016 regresa a Italia tras ocho años por su segunda etapa en el Lube Macerata.

### Selección
Ha sido internacional con la Selección de voleibol de la República Federal de Yugoslavia, la de  Serbia y Montenegro  y finalmente con la de Serbia, participando en tres ediciones de los Juegos Olímpicos entre 2000 y 2008 y laureándose campeón olímpico en los  Juegos Olímpicos de Sídney 2000. Se ha coronado también campeón de Europa en 2001 y en 2011 venciendo en ambas ocasiones a la selección de Italia.

## Palmarés

### Clubes
- Segunda División de Italia A2 (1): 1995/1996
- Campeonato de Italia (1): 2005/2006
- Copa de Italia (2): 2000/2001, 2002/2003
- Supercopa de Italia (1): 2006
- Campeonato de Grecia (2): 2008/2009, 2009/2010
- Copa de Grecia (1): 2008/2009
- Campeonato de Turquía (1) : 2010/2011, 2011/2012
- Copa de Turquía (1) : 2011/2012
- Supercopa de Turquía (2) : 2011, 2012
- Champions League (1): 2000/2001
- Recopa de Europa/Copa CEV (1): 2007/2008
- Challenge Cup (4): 2000/2001, 2004/2005, 2005/2006, 2013/2014